# 沢木夕子
沢木 夕子（さわき ゆうこ、1966年12月5日 - ）は、日本のAV女優。
別名：佐藤由起、野沢久美子、沢木ゆう子、菊池のり子、伊波智子、遠山幸子。
北海道沙流郡日高町出身。ボディサイズはプロフィールによりかなり異なる。

## 略歴
1980年代に活動した。1985年8月、「佐藤由紀」の芸名で『せつなくて濡れて』（VIP）でデビュー。
その後1987年2月に改めてスカウトされ、本格デビュー。当初は「野沢久美子」「沢木ゆう子」「菊池のり子」「伊波智子」と、出演作によって芸名を変えていたが、にっかつ映画に主演した頃から「沢木夕子」の芸名を主に使用するようになった。インタビューによれば、「佐藤由紀」時代は擬似本番だったが、本格デビュー後は本番女優に転向した。
1987年末に引退した。実質的な引退作は『ライアー/うそつき』（V&Rプランニング）。

## 作品

### アダルトビデオ（オリジナル作品）
特記がないものは沢木夕子名義
- せつなくて濡れて　（1985年8月3日、VIP）　佐藤由起名義
- 抱きしめたい　マシュマロ・ボディ　（1987年3月10日、ダイプロ）　野沢久美子名義
- わがままゆう子の濡れてジェラシー　（1987年3月14日、SAMM）　沢木ゆう子名義
- MOMO汁Club　太いので教えて!　（1987年3月15日、ZAPPA）　菊池のり子名義
- NUREッ娘 3　トリプルレズ・ヌレヌレPARTY　（1987年4月5日、ZAPPA）　菊池のり子名義
- 限りなくエクスタシー　（1987年4月9日、クリスタル映像）　伊波智子名義
- おぼえてますか?　（1987年5月9日、パピヨン）
- 堕天使　（1987年5月30日、KUKI）
- 性春　ゆう子の青い性　（1987年6月5日、ビデオスタジオ83）
- LOVE IN COMANCHI SHOW Vol.1　（1987年6月12日、コロナ）
- 性界　（1987年8月1日、コロナ）
- あぶない放課後　（1987年8月25日、V&Rプランニング）　遠山幸子名義
- なすがまま　（1987年9月1日、BABY POWDER （HRSフナイ））
- 基本的人権　（1987年9月5日、NOAH SELECT （V&Rプランニング））
- 熱くなるまで待てない　（1987年9月10日、Sexy Angel （にっかつビデオフィルムズ））
- ワイルドレイプ　犯る　（1987年9月14日、ビデオスタジオ83）
- 夕子のやる気man満　（1987年9月19日、パピヨン）
- 夕子　Holl In…　（1987年11月25日、学園社）
- ライアー/うそつき　（1987年11月25日、DESIRE （V&Rプランニング））
- DO・SUKEBE 2　淫乱性抑制不全症候女群　（1987年12月10日、Zuricco （にっかつビデオフィルムズ））
- セクシーメイツ VOL.3　ぱいチュウPARTY　（1988年2月25日、アテナ）

### アダルトビデオ （無審査系）
- セーラー服の天使　奥まで見せます　（1987年夏頃、ジュピタービデオ）
- 沢木夕子のペニスはおくちの恋人　（アレックス）
- スーパーエスカレーション3　ルビーの唇　（ダイヤモンドビデオ）

### 映画
- ザ・ピストン　令嬢編　（1987年5月13日、にっかつ、ビデオ版発売：1987年10月10日）

## 書籍

### 写真集
- DESIRE　（1988年3月発行、撮影：石垣章、近代映画社）